# Cáo buộc cảnh sát Hồng Kông trong biểu tình tại Hồng Kông năm 2019
Đây là danh sách các cáo buộc về hành vi sai trái của Lực lượng Cảnh sát Hồng Kông trong các cuộc biểu tình ở Hồng Kông năm 2019. Hội đồng Khiếu nại Cảnh sát Độc lập (Independent Police Complaints Council - IPCC) đã mở cuộc điều tra về các hành vi sai trái của cảnh sát trong các cuộc biểu tình, mặc dù những người biểu tình kêu gọi thành lập một ủy ban điều tra độc lập. Một lý do là các thành viên của IPCC chủ yếu là người ủng hộ chính quyền. Phản ứng với tình hình ở Hồng Kông, Ủy viên Nhân quyền Liên Hợp Quốc, Michelle Bachelet, yêu cầu chính phủ Hồng Kông tiến hành một "cuộc điều tra nhanh chóng, độc lập, vô tư" về việc cảnh sát sử dụng vũ lực chống lại người biểu tình.
Khi các cuộc biểu tình leo thang, một số người biểu tình bắt đầu kêu gọi giải tán Lực lượng Cảnh sát.

## Sử dụng vũ lực bất hợp pháp
Kể từ ngày 12 tháng 6, việc sử dụng vũ lực của cảnh sát thường xuyên bị chỉ trích. Tổ chức Ân xá Quốc tế đã công bố một báo cáo vào ngày 21 tháng 6, trong đó có tám video clip và kết luận rằng việc sử dụng vũ lực của cảnh sát đã vi phạm "các tiêu chuẩn và luật nhân quyền quốc tế". Các báo cáo sau đó của Tổ chức Ân xá Quốc tế và các cuộc phỏng vấn với người biểu tình đã cáo buộc rằng lực lượng cảnh sát đã sử dụng bạo lực quá mức, bao gồm cả các cuộc tấn công dùi cui, ngay cả trong trường hợp không có sự kháng cự tích cực. Trong số 21 người được phỏng vấn, 18 người phải nhập viện, trong đó có năm người ở lại trong bệnh viện trong một thời gian dài.
Cảnh sát đã bị tổ chức này chỉ trích vì sử dụng đạn cao su một cách nguy hiểm (bằng cách sử dụng nó như một vũ khí phân tán đám đông và làm bị thương đầu người biểu tình vào ngày 12 tháng 6)  Trong cuộc đối đầu với các sinh viên từ Đại học Thành phố Hồng Kông, chỉ huy của Lực lượng cảnh sát được cho là đã ra lệnh cho các sĩ quan cảnh sát bắn vào người biểu tình sinh viên vào đầu bằng đạn cao su. Cảnh sát cũng bị chỉ trích vì sử dụng bình xịt hơi cay vào người không có mối đe dọa rõ ràng, và việc sử dụng vũ lực đối với người biểu tình ôn hòa hoặc rút lui đã bị lên án. Việc sử dụng đạn túi đậu được cho là đã làm hỏng mắt phải của người nữ biểu tình vào ngày 11 tháng 8. Cảnh sát phủ nhận việc bắn người biểu tình vào đầu và cho rằng bằng chứng trên không có kết luận rõ ràng. Tuy nhiên, vào ngày 29 tháng 9, mắt phải của nhà báo Vither Mega Indah đã bị mù vĩnh viễn sau khi cô bị một viên đạn cao su bắn vào. Vào ngày 11 tháng 8, cảnh sát đã nổ súng với những viên đạn hạt tiêu và nhằm vào những người biểu tình trong trạm MTR Tai Koo. Cảnh sát tuyên bố rằng việc sử dụng vũ khí phù hợp với hướng dẫn an toàn của nhà sản xuất, mặc dù trên thực tế, cảnh báo an toàn đã chỉ ra rằng người sử dụng vũ khí không nên sử dụng vũ khí trong phạm vi bắn thẳng.
Việc sử dụng vũ lực của cảnh sát cũng bị cáo buộc coi thường sự an toàn của các thành viên của cộng đồng. Chẳng hạn, khi cảnh sát xông vào nhà ga New Town Plaza và Yuen Long vào ngày 14 và 27 tháng 7, họ cũng nhốt người không tham gia biểu tình và người đi tàu điện ngầm bên trong nhà ga. Các sĩ quan cảnh sát cũng bị buộc tội đánh đập những người ngoài cuộc không được giải quyết bằng dùi cui của cảnh sát. Trong cuộc biểu tình của Tsuen Wan, một sĩ quan cảnh sát đã đá một người đàn ông khi ông ta đã quỳ xuống trước viên sĩ quan. Khi đội STS xông vào nhà ga Prince Edward và tấn công các hành khách và người biểu tình bên trong bằng dùi cui và bình xịt hơi cay vào ngày 31 tháng 8, một lần nữa, họ lại bị buộc tội sử dụng vũ lực quá mức đối với những người dân không vũ trang và không chống cự và những người đi lại vô tội. Hành động của cảnh sát đã bị phe dân chủ lên án nặng nề. Bà Claudia Mo, gọi đó là " cuộc tấn công khủng bố được cấp phép", và Tổ chức Ân xá Quốc tế, người gọi hoạt động của cảnh sát ngày hôm đó là "sự hung hăng", và kêu gọi điều tra về hành vi của cảnh sát.